# Liste des édifices labellisés « Maisons des Illustres » dans le Grand Est
Cet article recense les édifices possédant le label « Maisons des Illustres » dans le Grand Est, en France. 
Au début 2024, la région compte 18 édifices ainsi labellisés.

## Liste
| Édifice                                    | Personnalité               | Département        | Commune                   | Référence | Protection        | Coordonnées                 | Photo |
| ------------------------------------------ | -------------------------- | ------------------ | ------------------------- | --------- | ----------------- | --------------------------- | ----- |
| Musée Verlaine                             | Paul Verlaine              | Ardennes           | Juniville                 | MI047     |                   | 49° 23′ 39″ N, 4° 23′ 10″ E |       |
| Maison des ailleurs                        | Arthur Rimbaud             | Ardennes           | Charleville-Mézières      | MI048     |                   | 49° 46′ 33″ N, 4° 43′ 16″ E |       |
| Atelier Renoir                             | Auguste Renoir             | Aube               | Essoyes                   | MI049     |                   | 48° 03′ 29″ N, 4° 32′ 14″ E |       |
| Maison familiale d'Auguste Renoir          | Auguste Renoir             | Aube               | Essoyes                   | MI219     |                   | 48° 03′ 26″ N, 4° 32′ 14″ E |       |
| Chartreuse de Molsheim - Fondation Bugatti | Ettore Bugatti             | Bas-Rhin           | Molsheim                  | MI001     | Classé MH (1998)  | 48° 32′ 24″ N, 7° 30′ 13″ E |       |
| Musée Goethe                               | Johann Wolfgang von Goethe | Bas-Rhin           | Sessenheim                | MI005     |                   | 48° 48′ 00″ N, 7° 59′ 09″ E |       |
| Musée Jean-Frédéric-Oberlin                | Jean-Frédéric Oberlin      | Bas-Rhin           | Waldersbach               | MI002     |                   | 48° 24′ 54″ N, 7° 12′ 53″ E |       |
| Musée Albert-Schweitzer                    | Albert Schweitzer          | Haut-Rhin          | Gunsbach                  | MI004     |                   | 48° 02′ 46″ N, 7° 10′ 22″ E |       |
| Maison natale d'Auguste Bartholdi          | Auguste Bartholdi          | Haut-Rhin          | Colmar                    | MI003     | Inscrit MH (1926) | 48° 04′ 36″ N, 7° 21′ 28″ E |       |
| Château de Cirey                           | Émilie du Châtelet         | Haute-Marne        | Cirey-sur-Blaise          | MI046     | Inscrit MH (1981) | 48° 19′ 47″ N, 4° 56′ 22″ E |       |
| La Boisserie                               | Charles de Gaulle          | Haute-Marne        | Colombey les Deux Églises | MI050     | Inscrit MH (2004) | 48° 13′ 08″ N, 4° 53′ 00″ E |       |
| Maison des Lumières Denis Diderot          | Denis Diderot              | Haute-Marne        | Langres                   | MI210     | Classé MH (1921)  | 47° 52′ 00″ N, 5° 19′ 54″ E |       |
| Château de Thorey-Lyautey                  | Hubert Lyautey             | Meurthe-et-Moselle | Thorey-Lyautey            | MI108     | Inscrit MH (1980) | 48° 26′ 38″ N, 6° 01′ 43″ E |       |
| Villa Majorelle                            | Louis Majorelle            | Meurthe-et-Moselle | Nancy                     | MI106     | Classé MH (1996)  | 48° 41′ 08″ N, 6° 09′ 50″ E |       |
| Musée Raymond-Poincaré                     | Raymond Poincaré           | Meuse              | Sampigny                  | MI107     |                   | 48° 49′ 39″ N, 5° 30′ 28″ E |       |
| Maison de Robert Schuman                   | Robert Schuman             | Moselle            | Scy-Chazelles             | MI105     |                   | 49° 06′ 39″ N, 6° 06′ 41″ E |       |
| Maison de Julie-Victoire Daubié            | Julie-Victoire Daubié      | Vosges             | La Vôge-les-Bains         | MI220     |                   | 47° 59′ 47″ N, 6° 14′ 02″ E |       |
| Maison natale de Jeanne d'Arc              | Jeanne d'Arc               | Vosges             | Domrémy-la-Pucelle        | MI104     | Classé MH (1840)  | 48° 26′ 32″ N, 5° 40′ 28″ E |       |